# Joffrey Bazié
Joffrey Negawabloua Bazié (* 27. Oktober 2003 in Ouagadougou) ist ein burkinischer Fußballspieler, der aktuell beim FC Paços de Ferreira in der Segunda Liga spielt.

## Karriere

### Verein
Bazié begann seine fußballerische Entwicklung in seinem Heimatland beim Salitas FC. In der Saison 2020/21 spielte er unter anderem dreimal im CAF Confederation Cup, ehe sein Team ausschied. Im Januar 2022 wechselte er nach Frankreich, wo er bei der zweiten Mannschaft des OSC Lille unterschrieb. Dort spielte er im Rest der Spielzeit 2021/22 achtmal für die zweite Mannschaft, wobei er einmal traf. Zudem stand er einmal im Spieltagskader der Profis in der Ligue 1. Die Spielzeit 2022/23 absolvierte er als Stammkraft in der National 3 für die Zweitauswahl und schoss dort in 17 Partien drei Tore. Am 7. März 2024 debütierte er nach weiteren Fünftligaspielen im Achtelfinale der Conference League nach Einwechslung bei einem 3:0-Sieg über Sturm Graz.
Im Sommer 2024 wechselte Bazié zum FC Paços de Ferreira.

### Nationalmannschaft
Bazié nahm mit der U20-Nationalmannschaft Burkina Fasos am U20-Afrika-Cup 2021 teil. Er spielte in allen vier Spielen bis zum Ausscheiden im Viertelfinale und konnte ein Tor für sein Land erzielen.
Am 29. März 2022 debütierte er in einem Freundschaftsspiel gegen Belgien für die burkinische A-Nationalmannschaft.